# Hêtin-Houédomey
Hêtin-Houédomey est l'un des arrondissements de la commune de Dangbo dans le département de l'Ouémé au Bénin.

## Géographie

### Localisation
Houédomey est situé au Sud-Est de la commune de Dangbo.

### Administration
D'après le recensement general de la population et de l'habitat de 2013 organisé par I'Institut National de la Statistique et de l'Analyse Economique (INSAE) l'arrondissement de Houédomey compte 8 villages ou quartiers de ville que sont:
- Adjido
- Agbonou
- Agongue
- Dame
- Deweme daho
- Houedomey
- Sodji
- Wozoumey

## Population et société

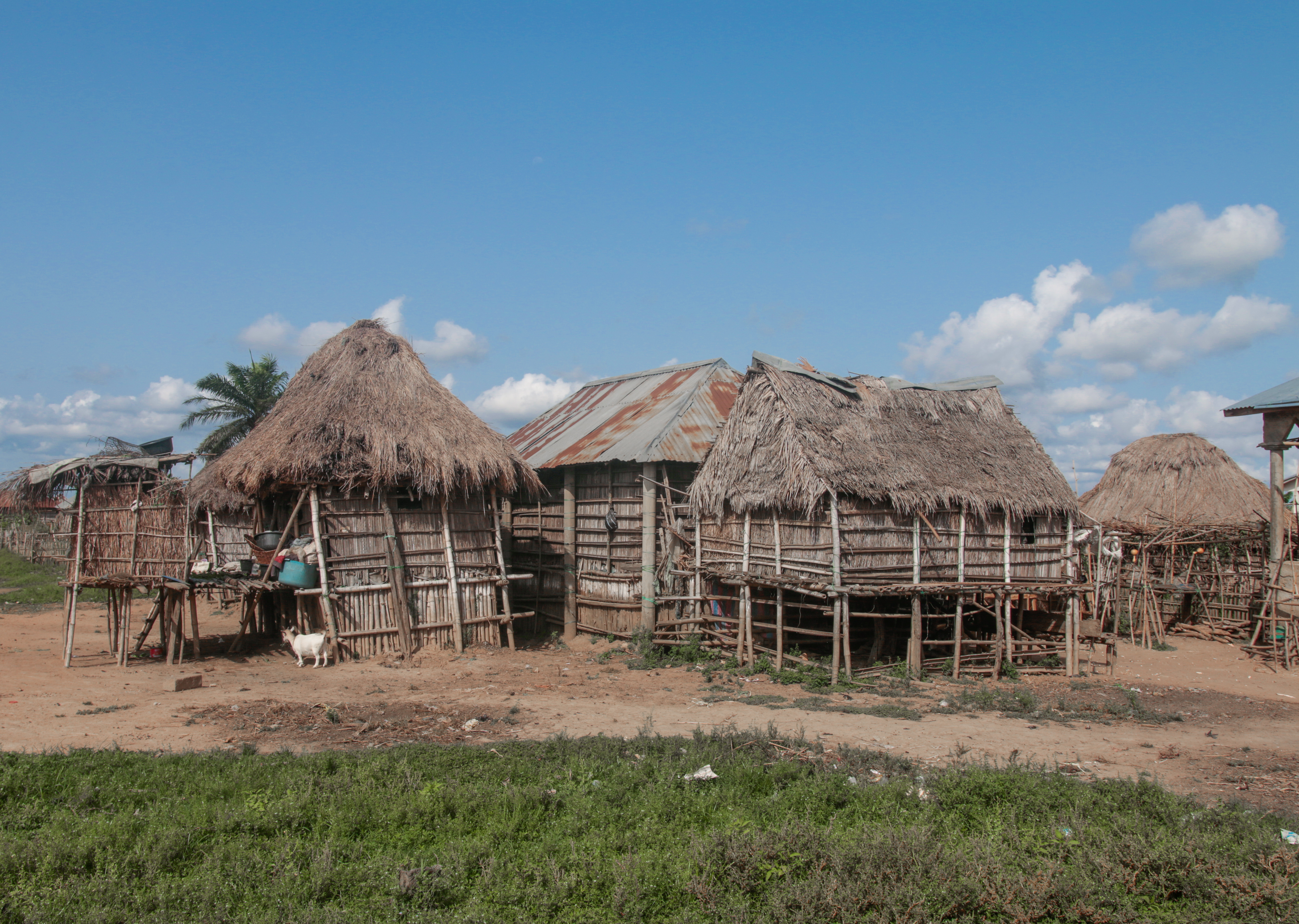
Constructions sur pilotis.

## Démographie
La population est composée de plusieurs ethnies et groupes socioculturels.